# Monte Ortobene
Der Monte Ortobene ist ein Granitberg im Osten der Stadt Nuoro in der gleichnamigen Provinz auf Sardinien, etwa sieben Kilometer von der Provinzhauptstadt entfernt. Eine Straße schlängelt sich als Rundweg um den Berg. 
Zwischen Macchie mit Pinien, Steineichen und Zypressen liegen in der Nähe zwei Quellen und Picknickplätze. Zu den Tierarten des Berges gehören u. a. Fuchs, Gartenschläfer, Sardischer Hase (Lepus capensis mediterraneus), Marder, Wiesel, Wildkatze und Wildschwein, sowie die Greifvogelarten Sardischer Habicht (Accipiter gentilis arrigonii), Mäusebussard, Sperber und Steinadler.
Der markierte Wanderweg No. 8 kreuzt die Straße zum Cuccuru Nieddu, der mit 955 m höchsten Erhebung des Ortobene. Die Aussichtsplattform wird seit 1901 von der vom Bildhauer Vincenzo Jerace geschaffenen, sieben Meter hohen Bronzestatue des Redentore (Erlösers) beherrscht. Ende August, während der Sagra del Redentore, dem Erlöserfest, zieht eine Prozession, die zu den farbenprächtigsten der Insel zählt, von der Stadt auf den Berg.

## Bilder

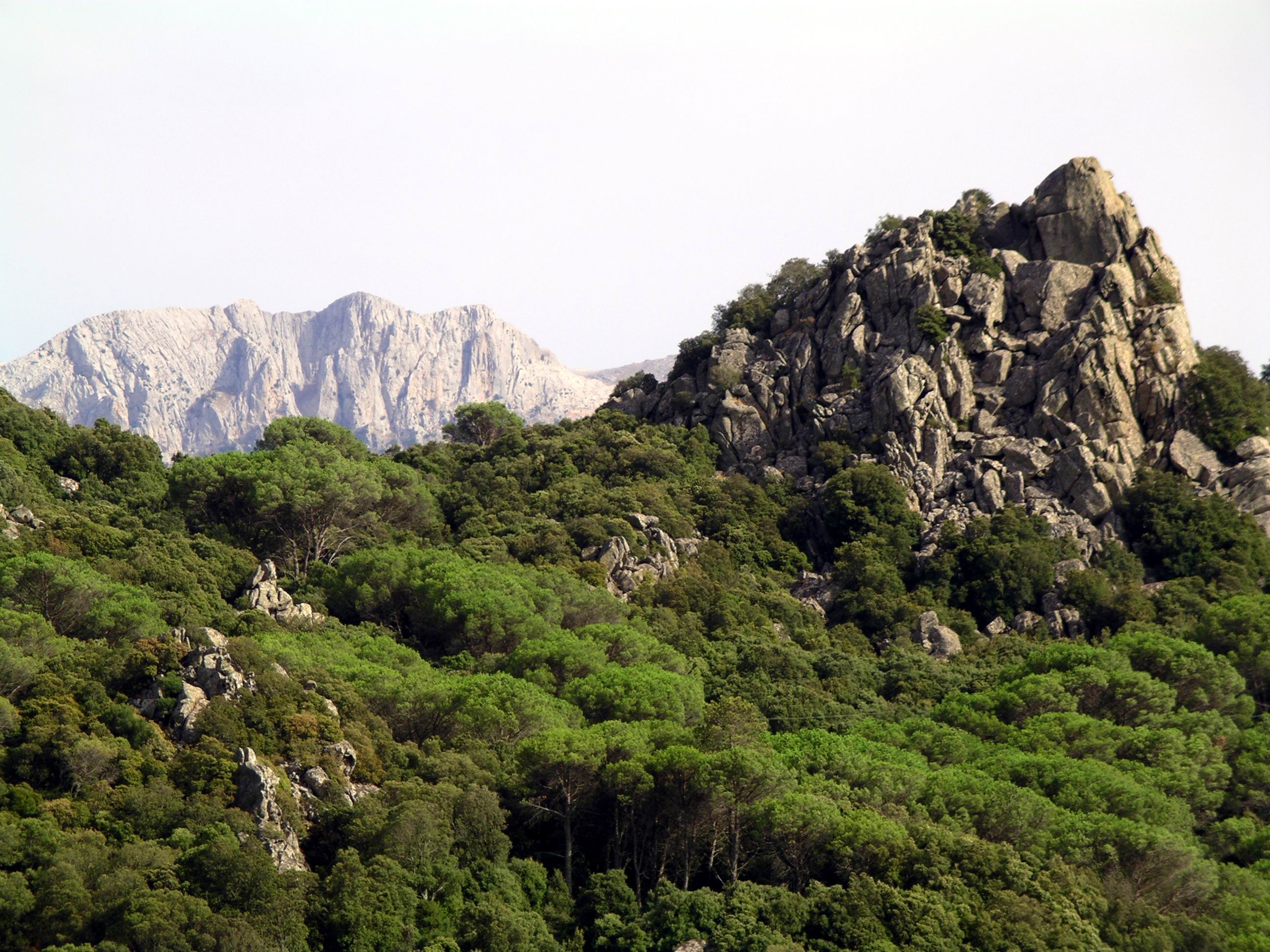
Der Monte Ortobene
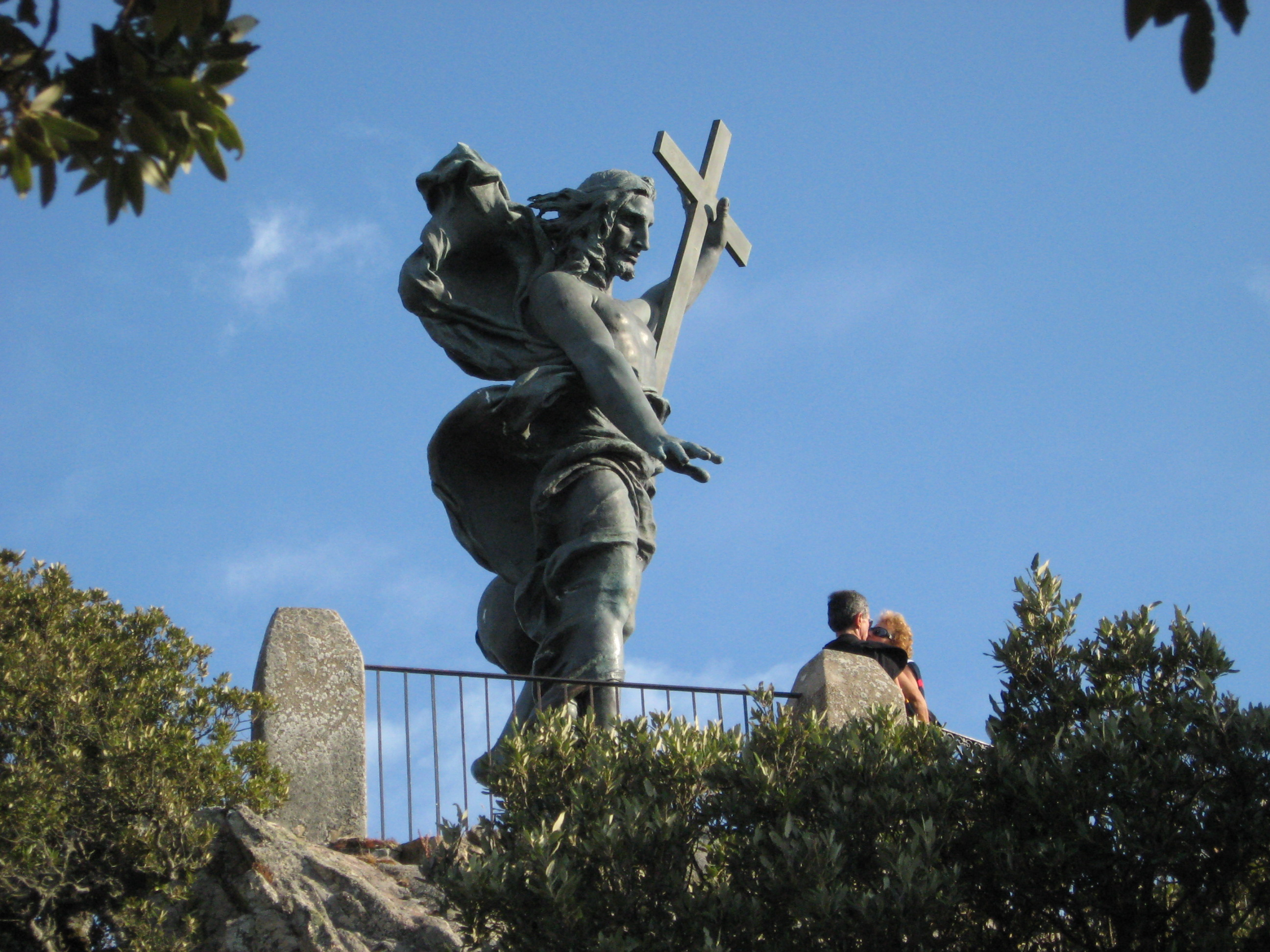
Die Erlöserstatue auf dem Gipfel
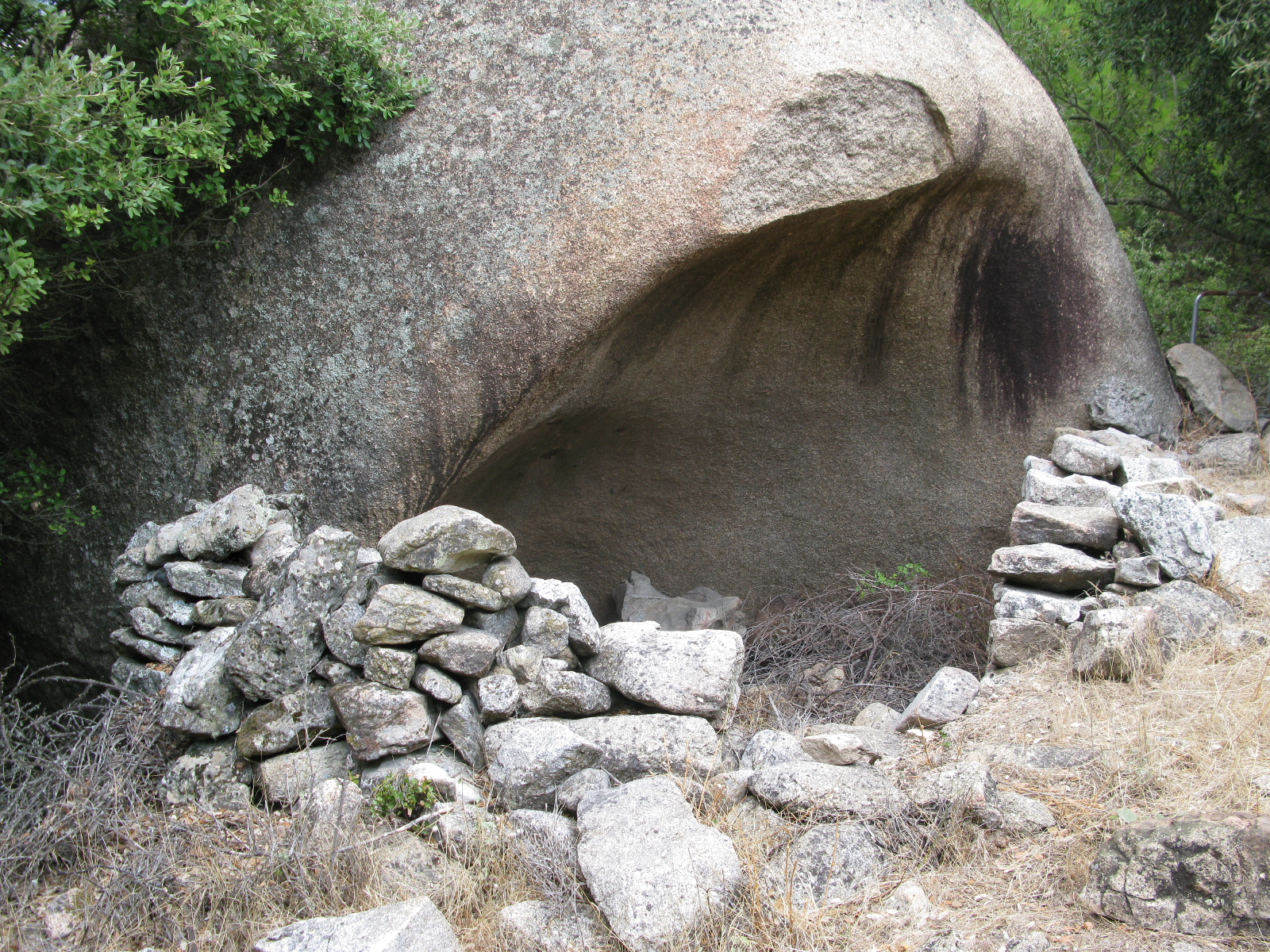
Abri am Monte Ortobene
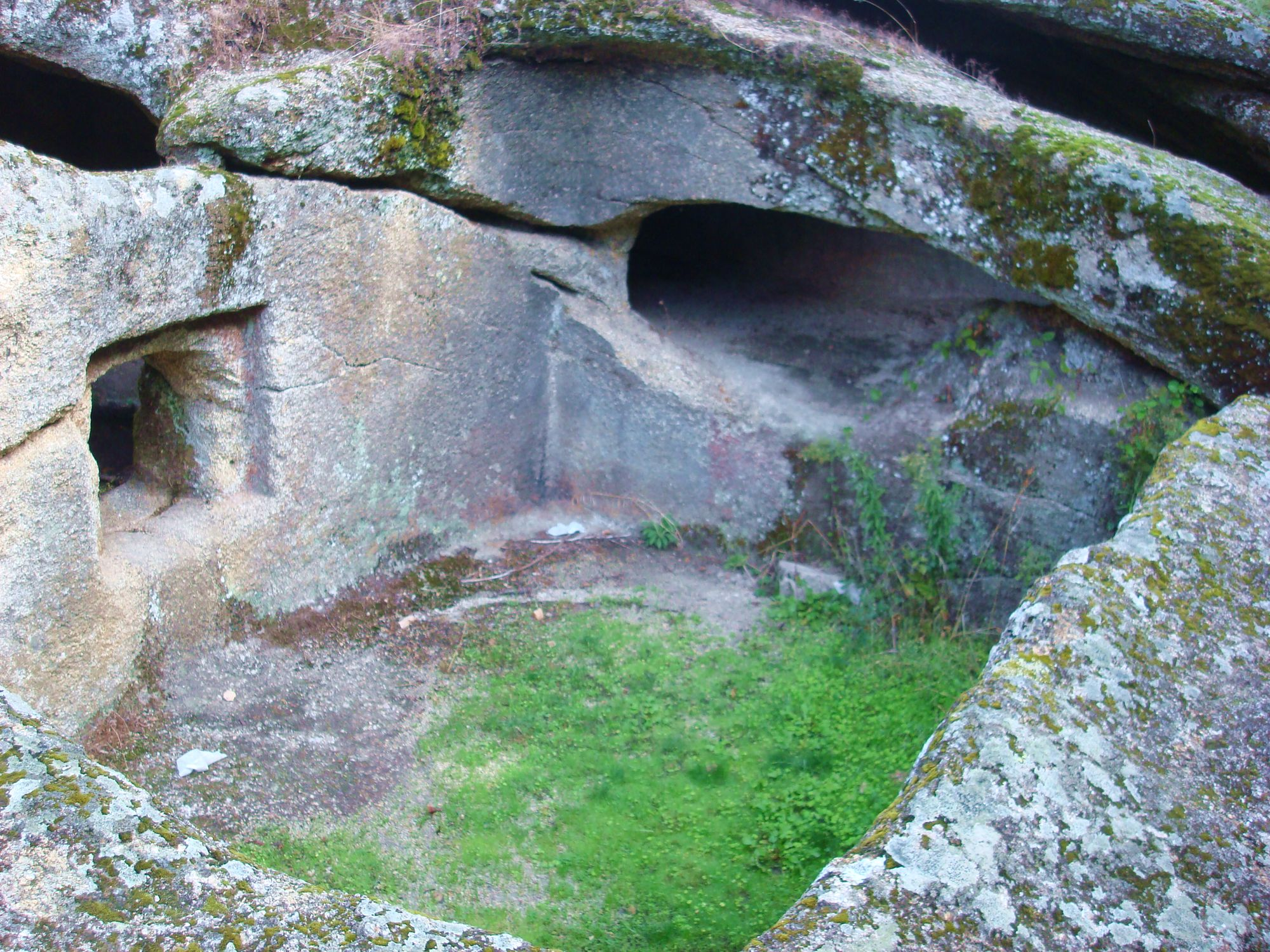
Domus de Janas von Birghines in Borbore
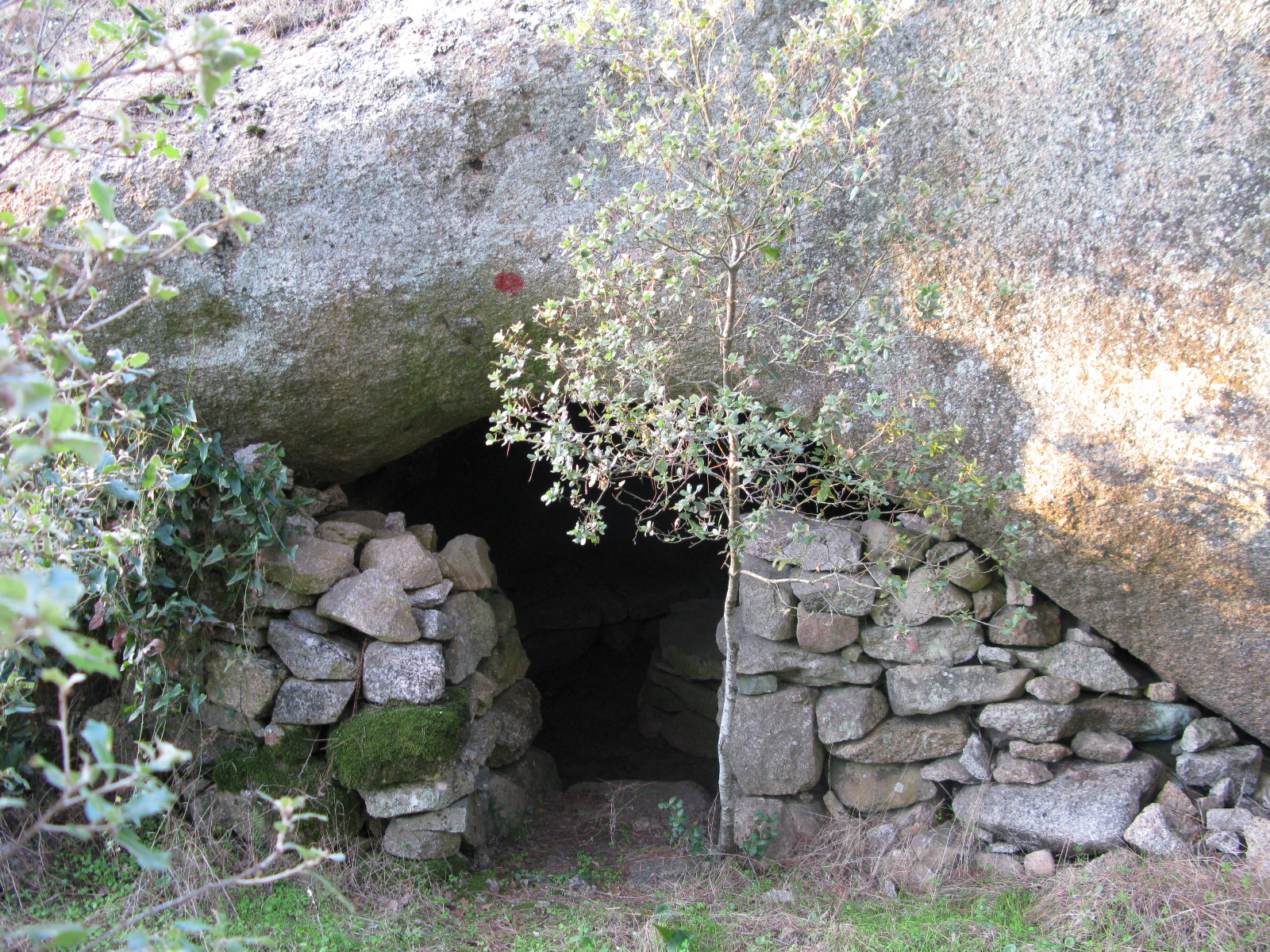
Refugium